# Cadiz (Indiana)
Cadiz és una població dels Estats Units a l'estat d'Indiana. Segons el cens del 2000 tenia 161 habitants.

## Demografia
Segons el cens del 2000, Cadiz tenia 161 habitants, 51 habitatges, i 41 famílies. La densitat de població era de 414,4 habitants per km².
Dels 51 habitatges en un 41,2% hi vivien nens de menys de 18 anys, en un 56,9% hi vivien parelles casades, en un 17,6% dones solteres, i en un 19,6% no eren unitats familiars. En l'11,8% dels habitatges hi vivien persones soles el 7,8% de les quals corresponia a persones de 65 anys o més que vivien soles. El nombre mitjà de persones vivint en cada habitatge era de 3,16 i el nombre mitjà de persones que vivien en cada família era de 3,29.
Per edats la població es repartia de la següent manera: un 26,1% tenia menys de 18 anys, un 16,1% entre 18 i 24, un 31,1% entre 25 i 44, un 16,8% de 45 a 60 i un 9,9% 65 anys o més.
L'edat mediana era de 33 anys. Per cada 100 dones de 18 o més anys hi havia 120,4 homes.
La renda mediana per habitatge era de 42.813 $ i la renda mediana per família de 44.000 $. Els homes tenien una renda mediana de 27.083 $ mentre que les dones 22.500 $. La renda per capita de la població era de 12.013 $. Entorn del 10,5% de les famílies i el 13,1% de la població estaven per davall del llindar de pobresa.

## Poblacions més properes
El següent diagrama mostra les poblacions més properes.